# Calinaga gautama
Calinaga gautama är en fjärilsart som beskrevs av Moore 1901. Calinaga gautama ingår i släktet Calinaga och familjen praktfjärilar. Inga underarter finns listade i Catalogue of Life.